# Frankie Kazarian
Frank B. Gerdelman (4 de agosto de 1977) é um lutador norte-americano de Wrestling que trabalha atualmente para a Ring of Honor Wrestling. Ele é mais conhecido por seus Ring Names, entre eles Kaz, Kazarian e Suicide. Ele também já trabalhou algum tempo nas Indys e WWE na Total Nonstop Action Wrestling.

## Começo da carreira (1998-2000)
Kazarian começou treinando com Killer Kowalski em Malden, Massachusetts. Ele fez sua estréia contra um Lutador local. Ele continuou treinando na escola de Kowalski, até que decidiu ir lutas nas Indys, principalmente na Empire Wrestling Federation, por onde ficou bastante tempo, fazendo Tag com Josh Galaxy como “Bad Influence”.

## Ultimate Pro Wrestling e Indys (2000 – 2004)
No ano de 2000 Kazarian se juntou a Ultimate Pro Wrestling (UPW). Depois de algum tempo, ele se juntou com Nova, formando a Tag “Evolution”. Eles ganharam um torneio em 2001, e sendo assim ganharam o UPW Tag Team Championship, que estava vago. Eles ficaram campeões por quase 1 ano, só sendo derrotados por The Ballard Brothers. Ele em uma turnê da UPW, enfrentou Lutadores como Edge e Christian, junto de seu parceiro Nova. Ele nessa época era amigo de várias pessoas, entre eles John Cena e Samoa Joe, que lutavam também na UPW.
Em meados de 2003, ainda em turnê pelo mundo, mas agora com a World Wrestling All-Stars, ele conheceu Scott D’Amore e Glenn Gilberti, quem o levou para a TNA.
Kaz também trabalhou para Pro Wrestling Guerrilla nos anos de 2003 até 2004, onde se tornou o primeiro PWG Champion.  Ele manteve seu título até Fevereiro de 2004, quando acabou perdendo para Adam Pearce. Em Julho, ele reconquistou o título de Adam Pearce, após o derrotar em uma Steel Cage Match e também, que também era uma “Loser Leaves PWG”. Ele manteve esse título até Novembro, quando acabou sendo derrotado por Super Dragon.

## Total Nonstop Action Wrestling (2003-2005)
Kazarian assinou com a TNA em 2003. Ele começou tentando ganhar o TNA X Division Championship. Ele lutou na primeira Ultimate X Match, que também contava com Chris Sabin e Michael Shane, vencida pelo último. Ele ficou um tempo sem aparecer na empresa, até que voltou em 2004.
Ele outra vez foi atrás do TNA X Division Title, mas agora conseguiu vencer o título, derrotando Amazing Red. Ele continuou campeão por algum tempo, até perder seu título para AJ Styles. Ele então formou uma Tag com Michael Shane, conhecida como Shazarian, que tinha como Manager Traci Brooks. Ele começou a falar que AJ não poderia ser campeão, pois além de ter o X Division Title, ele também era o NWA World Heavyweight Championship. Ele então mostrou um “Rulebook” da TNA até então que era desconhecido, e lá falava que ele alguém que fosse X Division, se disputasse um título Heavyweight, não poderia voltar a disputar o X Division Title. Ele então enfrentou Michael Shane e AJ Styles em uma Ultimate X Match, mas os dois (Shane e Kazarian) colocaram a mão no título ao mesmo tempo, sendo assim, foram declarados co-campeões.  Ele então defendeu seu título em uma 22 Man Gauntlet for the Gold. Ele começou em primeira e ficou até os três últimos, mas acabou sendo eliminado por Amazing Red, que foi eliminado por Petey Williams.
No Victory Road 2004, ele também participou de uma 20 Man X Division Gauntlet Match e também entrou em primeiro, e ficou até o final, sendo eliminado pelo vencedor Hector Garza. Durante o final de 2004 e também em 2005, Kazarian e Shane competiram na divisão de Tags da TNA, até que seu contrato acabou, e não foi renovado. Mas mesmo assim, ele fazia algumas aparições na TNA. Ele então começou uma Feud com 3Live Kru e Jeff Hammond. No Against All Odds 2005, Kazarian e Shane lutaram contra Hammond e um membro da 3Live Kru, BG James. Kaz e Shane perderam, após Shane ter acertado um Superkick em Kaz.

## World Wrestling Entertainment (2005)
Logo após de Kazarian sair da TNA, ele assinou com a WWE, em Fevereiro de 2005. Antes de estrear na WWE, ele foi para a Ohio Valley Wrestling (OVW) onde ficou algum tempo lá. Ele fez a estréia na WWE em uma edição do Velocity, em Julho, sendo chamado de “The Future” Frankie Kazarian. Ele derrotou Nunzio,e a partir daí teve um série de vitórias, derrotando Scotty 2 Hotty, Paul London e outros Lutadores. No mês de Agosto, entretanto, Kaz anunciou em seu Site que havia deixado a WWE. Algum tempo depois, ele disse que havia deixado a empresa, pois ela não mostrava nenhum interesse em reformular a divisão Cruiserweight.

## Retorno ao Independent Circuit (2005 – 2008)
Kazarian retornou para as Indys, e foi lutar em um evento da Pro Wrestling Guerrilla em Los Angeles, onde fez Tag com Petey Williams para enfrentarem 2 Skinny Black Guys (El Generico e Human Tornado) pelo PWG Tag Team Championship, mas acabaram sendo derrotados.
Durante o PWG (Please Don’t Call It) que aconteceu em Maio de 2006, ele teve seu “ponytail” cortado por Scorpio Sky, o que levou a uma Feud entre os dois. Essa Feud durou exatamente nove meses, e durante essa Feud, Scorpio Sky derrotou Kazarian em uma First Blood Match. Em Setembro, Kazarian derrotou Scorpio Sky na primeira rodada do “2006 Battle of Los Angeles” após o Manager de Scorpio, Jade Chung ter atacado Kazarian com uma tesoura, enquanto Kaz fazia o Pin em Sky. Kazarian foi eliminado na segunda rodada, pois foi incapaz de competir após o ataque da Stable de Sky, “The Dynasty”. A Feud acabou em Janeiro de 2007, quando Kaz derrotou Sky em uma “Loser Leaves PWG”, exatamente como fez a Adam Pearce. Em Maio de 2007, ele saiu da PWG e começou a lutar em algumas Indys.
Em Fevereiro de 2008, Kazarian fez seu retorno para a empresa, mas só por um noite, para disputar um torneio que decidiria quem seria o novo PWG World Champion, entretanto, Kaz acabou sendo derrotado por Karl Anderson, logo na primeira rodada.

## Retorno para a TNA (2006 – 2014)

### Serotonin (2006-2007)
Kazarian retornou para a TNA no Victory Road 2006, onde acabou perdendo uma luta pelo TNA X Division Championship para Senshi. Algum tempo depois, ele voltou a formar Tag com seu ex-parceiro Michael Shane (que era conhecido como “Maverick” Matt Bentley). Ele ficou sem aparecer por um tempo, quando voltou, estava com uma Gimmick totalmente diferente, com um estilo parecido com o gótico, ele e Bentley então se uniram a Raven, formando a Stable “Serotonin”. Quando fez parte da Stable, foi chamado apenas de “Kaz”. Mas depois de um tempo, Kaz começou a não obedecer Raven, e se separou da Stable após ter atacado os outros membros dela, Havok (Johnny Devine) e Martyr (Matt Bentley). Isso levou ele a lutar contra Chris Harris.

### Kaz (2007-2008)
Depois de sua separação da Serotonin, ele voltou a usar sua Ring Attire antiga, mas continuou sendo chamado de Kaz. Ele teve uma pequena Feud com Robert Roode. Kaz entrou no “2007 Right for the Right Tournament”, ele venceu o torneio após derrotar Christian na final no PPV Genesis 2007, em uma Ladder Match. No Impact! Seguinte ao Genesis, ele lutou contra Kurt Angle, pelo TNA World Championship, mas ele acabou sendo derrotado por Angle.
No Turning Point 2007, ele fez uma parceria com Booker T, onde enfrentaram Christian e Robert Roode, e Kaz e Booker saíram vencedores. Após isso, ele começou uma Feud com Dustin Rhodes, roubando os pertences de “Black Reign”. Isso levou a uma luta no Final Resolution, onde venceu Black. Após ele ter vencido Black, ele novamente lutou contra ele em uma Four Corner Mouse Trap match, mas Black Reign acabou recebendo suas coisas de volta, após ter atacado Kaz com um “Darkness Falls” weapon. Em Fevereiro de 2008, ele derrotou Rellik, mas logo após a luta, Rellik e Black Reign começaram a atacar Kaz, Eric Young tentou salvar ele, mas ficou com medo dos dois. No Destination X 2008, Kaz e Eric Young (agora como Super Eric) derrotaram Rellik e Black Reign, o que levou a Kaz e Young formarem uma Tag. No Lockdown 2008, eles ganharam uma “Cuffed in a Cage Match”, onde envolveu várias Tag’s. No Impact! Após o Lockdown, Kaz e Super Eric derrotaram AJ Styles e Tomko, e Latin American Xchange (LAX) em uma Triple Threat Tag Team Match para conquistarem o TNA World Tag Team Championship. Mais tarde, AJ reclamou para Jim Cornette que quem estava colocado para lutar junto com Kaz era Young, e não Super Eric, Styles falou que Young e Super Eric são pessoas diferentes. Cornette então tirou os títulos de Kaz e Eric.
Depois, Kaz e Young perderam para LAX em uma Deuces Wild Tournament qualifying match. Logo em seguida, Kaz participou e ganhou a Terror Dome Match no Sacrifice 2008, ganhando uma chance pelo TNA X Division Championship. No mesmo PPV, ele pegou o lugar de Kurt Angle para participar de uma Triple Threat Match, também envolvendo Samoa Joe e Scott Steiner. A luta acabou sendo vencida por Samoa Joe. Em uma edição de Junho do Impact! Ele venceu a primeira X Division King of the Mountain Match, conquistando uma chance pelo TNA World Heavyweight Championship. No Slammiversary, ele não conseguiu ganhar o X Division Title, após perder para o campeão Petey Williams. Ele então na semana seguinte desafiou Samoa Joe pelo TNA World Heavyweight Title, mas novamente acabou perdendo a luta. No Victory Road ele participou de uma Ultimate X Match, na final do 2008 World X Cup, mas acabou perdendo a luta, que foi vencida por Volador Jr. E que também contava com Daivari e Naruki Doi. Em Julho de 2008, o Site da TNA anunciou que Kaz havia sido demitido, mas tudo não passava de uma Storyline. Para continuar a Storyline, ele foi entrevistado por Karen Angle, ele disse que depois de perder todas as suas chances por títulos e ter feito a TNA perdido no World X Cup, ele tinha perdido a paixão pelo Wrestling e por isso tomou a decisão de sair.

### Suicide (2008-2010)
No final de 2008, Kazarian fez seu regresso para a TNA, mas agora como um lutador usando máscara, cujo nome era Suicide. Ele fez sua estréia no Final Resolution 2008, quando ele atacou a Motor City Machine Guns. No Destination X 2009, ele venceu uma Ultimate X Match, derrotando Alex Shelley, Chris Sabin, Consequences Creed e Jay Lethal, e sendo assim, ganhou o TNA X Division Championship. Mas antes disso, Kazarian tinha se machucado, e o personagem então começou a ser feito por Christopher Daniels. Ele entrou em uma Feud com o Motor City, que estava acusando que Suicide era Daniels. Assim, Consequences Creed e Jay Lethal também começaram a acusar Daniels de ser o Suicide. Em uma edição do Impact! No mês de Maio, Suicide foi atacado por Shelley, Sabin, Creed e Lethal que estavam tentando desmascarar Suicide para provar que ele era Daniels, mas eis que Daniels aparece e ajuda Suicide. No Slammiversary 2009, ele enfrentou novamente Sabin, Shelley, Creed e Lethal, mas agora em uma King of the Mountain Match, onde Suicide ganhou e manteve seu título. Em Julho, Suicide perdeu seu título para Homicide, após este ter usada sua maleta do “Feast or Fired”.
Depois de não aparecer por um tempo, Suicide voltou no Hard Justice para competir na Steel Asylum Match, mas acabou perdendo por causa de D’Angelo Dinero. Na edição do Impact! Do dia 20 de Agosto, Suicide atacou Dinero após uma luta dele contra Consequences Creed, começando uma Feud entre os dois. A Feud se estendeu por algum tempo, em Setembro Dinero derrotou Suicide em uma Grudge Match. No PPV No Surrender 2009, Dinero voltou a derrotar Suicide, mas agora em uma Falls Count Anywhere Match. Na semana seguinte, Suicide conquistou a vitória sobre Dinero em uma Street Fight Match. No mês de Outubro, foi mostrado que Homicide teria roubado a roupa de Suicide, e falou que já sabia a verdadeira identidade dele. Depois disso, em Dezembro, ele e Dinero deram uma trégua, para ajudarem Matt Morgan e Hernandez na “guerra” contra Rhino, Team 3D e Jesse Neal. No Final Resolution, Morgan, Dinero, Hernandez e Suicide derrotaram Team 3D, Rhino e Jesse Neal em uma Eight Man Elimination Tag Team Match. Em Fevereiro de 2010, Suicide fez sua última luta, perdendo para Matt Morgan no “8 Card Stud Tournament”.

### Retorno como Kazarian (2010-Presente)
Na semana seguinte da derrota de Suicide, Kazarian voltou em uma luta junto de Amazing Red e Generation Me, enfrentaram e derrotaram Doug Williams, Brian Kendrick e o Motor City Machine Guns. Na semana seguinte, ele derrotou Brian Kendrick para ganhar um Title Shot pelo TNA X Division Title que primeiramente seria no Destination X. Mas Kazarian decidiu enfrentar Doug Williams em 8 de Março, mas a luta virou uma Triple Threat Match, após Daniels ter entrado na luta. Acabou por Williams reter seu título, após fazer o Pin em Daniels. No Destination X, ele enfrentou Daniels, Brian Kendrick e Amazing Red em uma Fatal Four Way Ladder Match, onde Kazarian venceu e ganhou outro Title Shot pelo X Division Title. Ele então enfrentou no Lockdown, Shannon Moore e Homicide em uma Triple Threat Steel Cage Match, onde venceu a luta e ganhou o vago TNA X Division Championship pela terceira vez. O título estava vago, pois o campeão (Doug Williams) não pode comparecer ao PPV. Após Williams fazer seu retorno, ele não quis entregar o título para Kazarian, a não ser se ele vencesse uma luta para isso. No Sacrifice 2010, ele perdeu o título para Williams, mesmo que ele nunca tenha realmente estado com o título.

### Heel Turn e fazendo parte da “Fortune” (Presente)
Na edição seguinte do Impact, ele começou a mostrar sinais de que teria um Heel Turn após ele ter ganhar uma X Division Battle Royal, para ser o número 10 no Ranking para desafiantes do TNA World Championship, impressionando a Ric Flair. O Heel Turn então acabou por acontecer na semana seguinte, durante uma luta contra Jay Lethal, onde Flair interferiu e ele aproveitou para aplicar um roll-up e vencer. Depois da luta, Flair estava com AJ Styles, que começou a discutir com Kazarian, Lethal aproveitou a distração e aplicou um Dropkick jogando os dois para fora do ringue. No Slammiversary VIII, Kazarian perdeu seu lugar no Ranking para Kurt Angle, após perder uma luta para o mesmo. No Impact! Da semana após o PPV Ric Flair fez um anuncio que estaria reformulando uma nova Four Horsemen, com AJ Styles, Kazarian, Desmond Wolfe, Robert Roode e James Storm, mas que agora iriam se chamar de “Fortune”. Após isso, ele fez Tag com AJ Styles e enfrentaram Samoa Joe e Rob Terry. AJ e Kaz venceram a luta.

## No Wrestling
- Como Kazarian /Kaz
  - Finishers
    - Back to the Future (Bridging wrist lock eletric chair drop)
    - Bicycle Kick
    - Flux Capacitor (Rolling Moonsault side slam)
    - Half nelson choke com Bodyscissors (PWG)
    - Fade to black (Kneeling back to belly Piledriver)
    - Wave of the Future (Swinging reverse STO)

- - Signature Moves
    - Catching cutter
    - Belly to belly suplex
    - Cradle suplex
    - German suplex
    - Hangman's neckbreaker seguido de um DDT
    - Jumping high kick
    - Rope aided corner dropkick to a seated opponent
    - Running single leg dropkick
    - Slingshot usado juntamente com um DDT, um leg drop ou um Double knee facebreaker
    - Spin Kick
    - Springboard usado com um Discus leg drop ou um Back elbow smash
    - Float-Over swinging neckbreaker
    - Back body spinebuster

- Como Suicide
  - Finishers
    - DOA - Dead On Arrival (Leg trap sunset flip powerbomb)
    - Rolling moonsault side slam
    - Running double knee strike e depois fazendo um Double knee facebreaker
    - Suicide Solution (Twisting flipping leg hook belly to back suplex)

- - Signature Moves
    - Headbutt
    - Legsweep
    - Rolling fireman's carry slam
    - Runing elbow smash to a cornered opponent
    - Running front dropkick
    - Running snapmare driver into the second turnbuckle
    - Slingshot Oklahoma roll
    - Springboard back elbow
    - Swinging Russian Legsweep

- Junto com Michael Shane/ Matt Bentley
  - Modern Art (Superkick de Bentley seguido de um Bridging german suplex de Kazarian)
  - Xtreme Elimination (Vários Superkicks aplicados em seqüência (Bentley) / Legsweep (Kazarian)
- Managers
  - Jade Chung
  - Looney Lane
  - Melina
  - SoCal Val
  - Traci
  - Christy Hemme
  - Marty Lurie
  - Ric Flair
- Nicknames
  - "The Future"
  - "The Coolest Man in Wrestling"
  - "The K-A-Z"
  - "The Dark Savior" (Como Suicide)
- Entrance Themes
  - "You're the Best" de Joe Esposito (Independent Circuit)
  - "Kaz" de Dale Oliver (Cover de "Coming Undone" de Korn) (TNA)
  - "Coming Alive" de Dale Oliver (TNA; Como Suicide)

## Títulos e prêmios
- Big Time Wrestling
  - BTW Tag Team Championship (1 time) – com Jason Styles
- California Wrestling Coalition
  - CWC Tag Team Championship (1 vez) – com Iron Eagle
  - CWC Heavyweight Championship (1 vez)
- Cauliflower Alley Club
  - Future Legends Award (2005)
- Empire Wrestling Federation
  - EWF Heavyweight Championship (1 vez)
  - EWF Tag Team Championship (1 vez) – com Josh Galaxy
- International Wrestling Coalition
  - IWC United States Championship (1 vez)
- Jersey All Pro Wrestling
  - JAPW Light Heavyweight Championship (1 vez)
  - JAPW New Jersey State Championship (1 vez)
- Millennium Pro Wrestling
  - MPW Heavyweight Championship (1 time) (Primeiro)
- Phoenix Championship Wrestling
  - PCW Tag Team Championship (1 vez) – com Nova
  - PCW Television Championship (1 vez)[1]
- Pro Wrestling Guerrilla
  - PWG World Championship (2 vezes) (Primeiro)[2]
- Total Nonstop Action Wrestling
  - Fight for the Right Tournament (2007)
  - TNA World Tag Team Championship (2 vezes)– com Super Eric e Christopher Daniels
  - TNA X Division Championship (4 vezes)
- Total Nonstop Action Wrestling
  - ROH World Tag Team Championship (1 vez)– com Christopher Daniels
- Ultimate Pro Wrestling
  - UPW Lightweight Championship (1 vez)
  - UPW Tag Team Championship (1 vez) – com Nova
- United States Xtreme Wrestling
  - UXW Xtreme Championship (1 vez)
- West Coast Wrestling Alliance
  - WCWA Heavyweight Championship (1 vez)[3]
- Wrestling Observer Newsletter awards
  - Worst Worked Match of the Year (2006) TNA Reverse Battle Royal no Bound for Glory.